# Goumoens-la-Ville

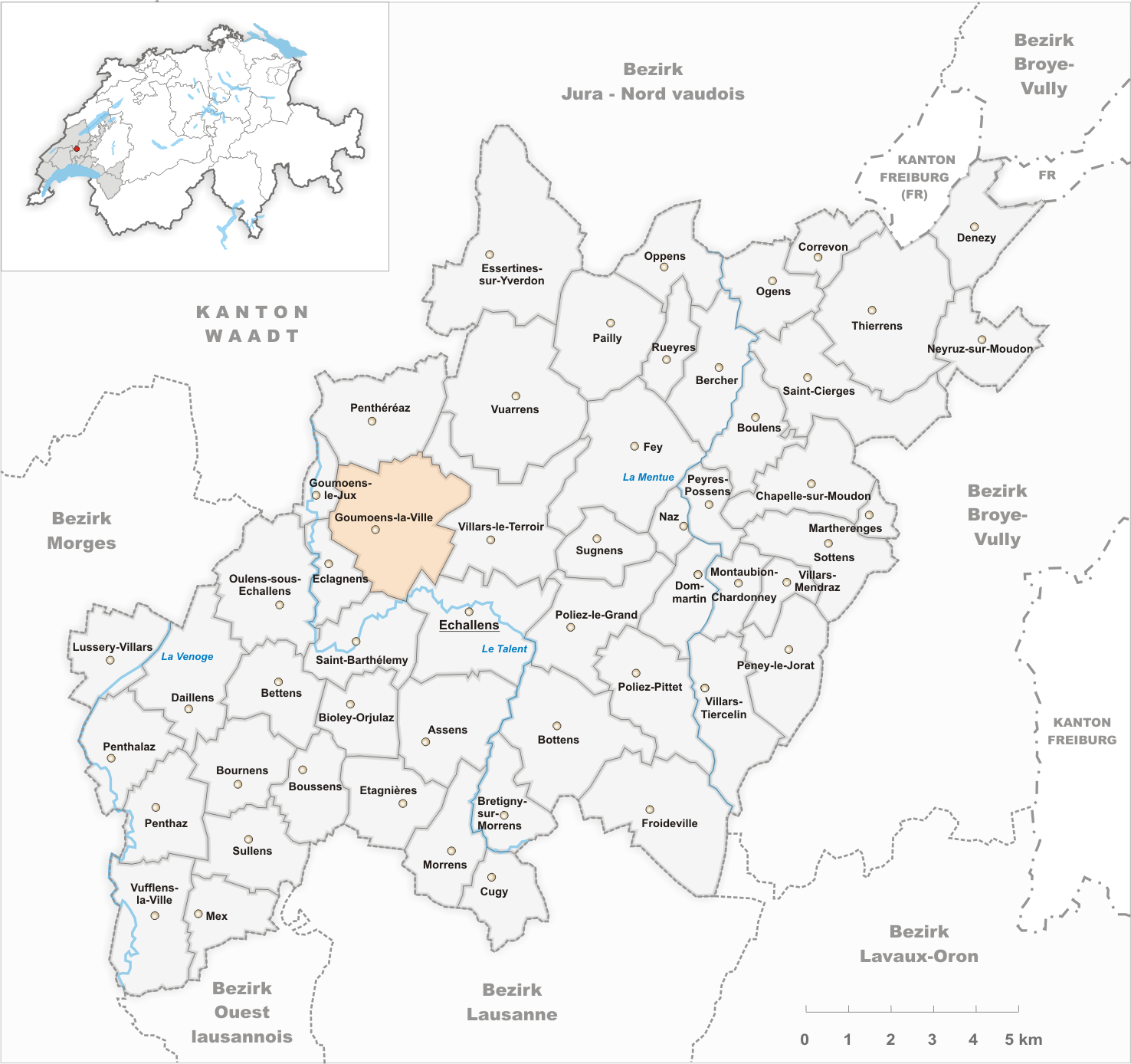
Gemeindestand vor der Fusion am 30. Juni 2011

Goumoens-la-Ville war eine politische Gemeinde im Distrikt Gros-de-Vaud des Kantons Waadt in der Schweiz. Am 1. Juli 2011 ging Goumoens-la-Ville in der neuen Gemeinde Goumoëns auf.

## Geographie
Goumoens-la-Ville liegt auf 618 m ü. M., drei Kilometer nordwestlich von Echallens und 16 Kilometer nördlich der Kantonshauptstadt Lausanne (Luftlinie). Das Dorf erstreckt sich auf der ausgedehnten Hochfläche des zentralen Gros de Vaud, östlich des Talent, im Waadtländer Mittelland.
Die Fläche des 7,3 km² grossen ehemaligen Gemeindegebiets umfasst einen Abschnitt des leicht gewellten Hochplateaus des Gros de Vaud, der Kornkammer des Kantons Waadt. Das Plateau weist im Bereich von Goumoens-la-Ville eine durchschnittliche Höhe von 610 m ü. M. auf. Nach Süden erstreckt sich der Gemeindeboden bis zum Talent am Rand des Waldgebietes Bois du Mont, im Westen bis an den Rand des Talent-Tals und zur Quelle des Baches Vouda. Der nordöstliche Gemeindeteil wird von den ausgedehnten Wäldern Grands Bois und Bois de la Repe eingenommen, in denen die Quellbäche des Buron entspringen. Die höchste Erhebung von Goumoens-la-Ville wird mit 661 m ü. M. auf der Höhe Montanare am Rand dieses Waldgebietes erreicht. Von der Gemeindefläche entfielen 1997 4 % auf Siedlungen, 20 % auf Wald und Gehölze und 76 % auf Landwirtschaft.
Zur Gemeinde Goumoens-la-Ville gehörten zahlreiche Einzelhöfe. Nachbargemeinden von Goumoens-la-Ville waren Echallens, Saint-Barthélemy, Eclagnens, Goumoens-le-Jux, Penthéréaz und Villars-le-Terroir.

## Bevölkerung
Mit 660 Einwohnern (Stand 31. Dezember 2010) gehörte Goumoens-la-Ville zu den kleineren Gemeinden des Kantons Waadt. Von den Bewohnern sind 95,9 % französischsprachig, 1,6 % deutschsprachig und 0,7 % englischsprachig (Stand 2000). Die Bevölkerungszahl von Goumoens-la-Ville belief sich 1850 auf 443 Einwohner, 1900 auf 449 Einwohner. Nachdem die Bevölkerung bis 1970 auf 361 Personen abgenommen hatte, wurde wieder eine deutliche Bevölkerungszunahme mit fast einer Verdoppelung der Einwohnerzahl innerhalb von 30 Jahren verzeichnet.

## Wirtschaft
Goumoens-la-Ville war bis in die zweite Hälfte des 20. Jahrhunderts ein vorwiegend durch die Landwirtschaft geprägtes Dorf. Noch heute haben der Ackerbau (insbesondere Getreide, Zuckerrüben und Raps), der Obstbau und die Viehzucht eine gewisse Bedeutung in der Erwerbsstruktur der Bevölkerung. Weitere Arbeitsplätze sind im Kleingewerbe und im Dienstleistungssektor vorhanden. Mit dem Wachstum der Bevölkerung seit den 1970er Jahren liessen sich auch einige kleinere Unternehmen im Ort nieder (in den Bereichen Informatik und Elektrotechnik). In den letzten Jahrzehnten hat sich das Dorf auch zu einer Wohngemeinde entwickelt. Viele Erwerbstätige sind deshalb Wegpendler, die hauptsächlich in Echallens und im Grossraum Lausanne arbeiten.

## Verkehr
Goumoens-la-Ville ist verkehrstechnisch gut erschlossen, obwohl abseits grösserer Durchgangsstrassen an einer Kantonsstrasse von Echallens nach Chavornay gelegen. Der Autobahnanschluss La Sarraz an der 1981 eröffneten A1 (Lausanne-Yverdon) ist nur rund 3 km vom Ortskern entfernt. Durch einen Postautokurs, der von Echallens nach Chavornay verkehrt, ist Goumoens-la-Ville an das Netz des öffentlichen Verkehrs angebunden.

## Geschichte
Die erste urkundliche Erwähnung des Ortes erfolgte 1228 unter dem Namen Guimuens li vila. Später erschienen die Bezeichnungen Gomoens, Gomuens, Gumuens und Gumoyns. Der Ortsname leitet sich vom burgundischen Personennamen Gudemod ab.
Goumoens-la-Ville gehörte im Mittelalter zunächst zur Herrschaft Goumoens der gleichnamigen Adelsfamilie, die bereits im 11. Jahrhundert erwähnt ist und in Goumoens-le-Châtel, dem heutigen Saint-Barthélemy residierte. Teile des Ortes gehörten auch dem Bischof von Lausanne und dem Domkapitel. Im Lauf des 13. Jahrhunderts wurde das nicht zusammenhängende Herrschaftsgebiet in drei Teile aufgespalten. Die nun entstandene Herrschaft Goumoens-la-Ville wurde von einem Seitenzweig der Familie Goumoens regiert, der seinen Sitz im Château-Dessous hatte und 1447 auch die Herrschaft Goumoens-le-Jux erwarb.
Nach den Burgunderkriegen kam Goumoens-la-Ville 1476 an die Vogtei Orbe-Echallens, die unter der gemeinen Herrschaft von Bern und Freiburg stand. Die Reformation wurde erst 1575 von den Dorfbewohnern angenommen. Nach dem Zusammenbruch des Ancien Régime gehörte das Dorf von 1798 bis 1803 während der Helvetik zum Kanton Léman, der anschliessend mit der Inkraftsetzung der Mediationsverfassung im Kanton Waadt aufging. 1798 wurde es dem Bezirk Echallens zugeteilt.

## Sehenswürdigkeiten
Die reformierte Pfarrkirche wurde im 12. Jahrhundert als Mittelpunkt einer grossen Pfarrei erwähnt, zu welcher auch Echallens gehörte. Sie unterstand zunächst der Abtei Montbenoît in Frankreich, nach 1476 der Abtei Lac de Joux (L’Abbaye). Die Kirche wurde im 15. und 16. Jahrhundert sowie 1848 umgestaltet und restauriert und steht heute unter Denkmalschutz. Im Innern sind gotische Wandmalereien aus dem 14. Jahrhundert erhalten.
Das Schloss (Château-Dessous) stammt im Kern aus dem Mittelalter und besitzt drei viereckige Türme und einen Gefängnisturm. Die Wohnbauten wurden im 17. und 18. Jahrhundert errichtet. Das Schloss beherbergt heute ein sozialmedizinisches Zentrum sowie ein Alters- und Pflegeheim. Im Ortskern von Goumoens-la-Ville sind einige typische Bauernhäuser aus dem 17. bis 19. Jahrhundert erhalten. Wahrzeichen des Ortes ist ein um 1940 erbauter, weithin sichtbarer, 37 m hoher Wasserturm auf der Hügelkuppe nördlich des Dorfes.